# شاپوکلیاک (فیلم)
شاپوکلیاک (روسی: Шапокляк) یک فیلم کارتونی روسی به کارگردانی رامان آبلویچ کاچانوف است که در سال ۱۹۷۴ منتشر شد.
یوری نورشتاین یکی از انیماتورهای اصلی این کارتون بود.